# Formació cívica
La formació o educació civica és l'estudi dels drets i obligacions dels ciutadans en la societat. El terme civic de la paraula llatina civicus, que significa "relatiu a un ciutadà", en referència al comportament que afecta altres ciutadans, especialment en el context del desenvolupament urbà.
L'educació cívica comprén l'estudi dels aspectes teòrics, polítics i pràctics de la ciutadania, així com dels seus drets i deures. Inclou l'estudi del dret civil i els codis civils, i l'estudi del govern amb atenció al paper dels ciutadans, en contraposició als factors externs, en el funcionament i la supervisió del govern.
El terme també pot referir-se a una corona civica, una garlanda de fulles de roure que es portava al cap com una corona, una pràctica a l'antiga Roma en la qual algú que salvava un altre ciutadà romà de la mort en guerra era recompensat amb una corona civica i el dret a portar-la.

## Concepcions filosòfiques

### Antiga Esparta

#### Arquidamus
A la seva Història de la guerra del Peloponès, Tucídides atribueix un discurs a Arquidam II en què subratlla la importància per a Esparta de l'educació cívica per a les virtuts espartanes de duresa, obediència, astúcia, senzillesa i preparació.

#### Simònides
Plutarc relata una comparació feta per Simònides entre l'educació espartana dels ciutadans i la ramaderia de cavalls:
| « | (anglès) Simonides called Sparta "the tamer of men," because by early strictness of education, they, more than any nation, trained the citizens to obedience to the laws, and made them tractable and patient of subjection, as horses that are broken in while colts. | (català) Simónides va anomenar Esparta "la domadora dels homes", perquè per l'educació primerenca rigorosa, ells, més que cap nació, van entrenar els ciutadans per obeir les lleis i els van fer manejables i pacients de subjecció, com els cavalls que es trenquen mentre els poltres. | » |

#### Licurg
Segons l'historiador romà Plutarc, el semillegendari Licurg d'Esparta considerava que l'educació de la ciutadania era la seva principal prioritat com a redactor de la constitució espartana. Plutarc observa que «tot el curs de l'educació [espartana] va ser un exercici continuat d'una obediència preparada i perfecta" en la qual "amb prou feines hi havia cap moment o lloc sense algú present que els recordés el seu deure, i castigar-los si l'havien descuidat.»
Tanmateix, els joves també havien d'expressar-se de manera contundent i succinta, així com pensar i reflexionar sobre qüestions de virtut cívica, incloent qüestions com qui és o no un bon ciutadà d'Esparta. Montaigne lloaria més tard aquesta particular tècnica d'educació, admirant la manera com els ciutadans espartans passaven el seu temps aprenent a adquirir virtuts com el coratge i la temprança, amb l'exclusió d'estudiar qualsevol altra matèria. Als nois espartans també se'ls ensenyava música i cançons en elogi al coratge i en condemna a la covardia.
Essencialment, l'ideal espartà d'educació cívica era un procés pel qual l'interès del ciutadà s'unia totalment amb l'interès de la societat política, en un esperit de perfecte patriotisme: "Per concloure, Licurg va educar els seus ciutadans de tal manera que no podrien viure sols; s'havien de fer un amb el bé públic i, agrupant-se com abelles al voltant del seu comandant, quedar-se, pel seu zel i esperit públic, portats fora d'ells mateixos, i dedicats totalment al seu país.
L'educació cívica per a la duresa i les destreses marcials no era només dins de l'àmbit dels homes espartans: Plutarc explica com Licurg "va ordenar a les donzelles que s'exercissin en la lluita, córrer, llançar el quoit i recollir els dards amb l'objectiu de crear nens sans per l'Estat.

### Antiga Atenes

#### Pèricles
El Discurs fúnebre de Pèricles proporciona una visió de la forma d'educació cívica d'Esparta, molt contrastada, d'Atenes, per a la llibertat personal, en lloc de l'obediència cega, on presumeix que Atenes és "l'escola de l'Hélade", ja que:
| « | (anglès) in education, where our rivals from their very cradles by a painful discipline seek after manliness, at Athens we live exactly as we please, and yet are just as ready to encounter every legitimate danger. | (català) en l'educació, on els nostres rivals des dels seus propis bressols per una disciplina dolorosa busquen la virilitat, a Atenes vivim tal com volem, i tanmateix estem igualment preparats per enfrontar-nos a tots els perills legítims. | » |

Tanmateix, el filòsof anglès Thomas Hobbes creia que als atenesos només se'ls va ensenyar a pensar que tenien llibertat personal per tal de dissuadir-los de voler reformes.

#### Critó
En el diàleg socràtic Critó, Critó d'Atenes aprèn de Sòcrates la importància en l'educació cívica de seguir l'opinió dels experts, més que no pas l'opinió majoritària. Critó també escolta l'argument de Sòcrates que un ciutadà ha d'obeir les lleis de la seva ciutat en part perquè va ser la seva ciutat la que el va educar per a la ciutadania.

#### Èsquil
A la comèdia d'Aristòfanes Les granotes, el personatge del dramaturg Èsquil renya el seu company de tragèdia Eurípides per haver escrit escenes pernicioses per als ideals propis de la ciutadania.
De la mateixa manera, Plutarc parlarà més tard del poder del poeta Tales per, en paraules del poeta anglès John Milton, «preparar i calmar l'espatlla espartana amb les seves cançons i odes suaus, per plantar-hi millor la llei i el civisme». Plutarc també va parlar de la profunda influència de les «lliçons d'estat» d'Homer sobre Licurg, redactor de la constitució espartana.

#### Adrast
A la tragèdia d'Eurípides Els suplicants, el rei Adrast d'Argos descriu com Hippomedon va rebre la seva educació cívica per a la resistència, l'habilitat marcial i el servei a l'estat.
Adrast també descriu com Partenopeu va rebre la seva educació per a la ciutadania a la seva ciutat d'adopció.

### Roma antiga

#### Aureli
En les seves Meditacions, Marc Aureli explica com va ser educat com a ciutadà per valorar la llibertat d'expressió, per abstenir-se de la retòrica i donar conferències exhortatives i per percebre els defectes de la tirania. Del seu germà va absorbir un ideal específic per a l'estat romà:
| « | (anglès) He it was also that did put me in the first conceit and desire of an equal commonwealth, administered by justice and equality; and of a kingdom wherein should be regarded nothing more than the good and welfare of the subjects. | (català) També va ser ell qui em va posar en el primer concepte i desig d'una comunitat igualitària, administrada per la justícia i la igualtat; i d'un regne on no s'hauria de considerar més que el bé i el benestar dels súbdits. | » |

També va seguir l'exemple del seu pare adoptiu Antoni Pius, de qui va dir que vigilava acuradament l'administració i les finances del govern, estava obert a escoltar idees sobre com servir el bé comú i no es preocupava ni per l'ambició ni per la voluntat popular:
| « | (anglès) Again, that secrets he neither had many, nor often, and such only as concerned public matters: his discretion and moderation, in exhibiting of the public sights and shows for the pleasure and pastime of the people: in public buildings. [sic] congiaries, and the like. In all these things, having a respect unto men only as men, and to the equity of the things themselves, and not unto the glory that might follow. | (català) Un cop més, de secrets no en tenia molts, ni sovint, i tan sols pel que fa als assumptes públics: la seva discreció i moderació, en l'exposició de les vistes i espectacles públics per al plaer i el passatemps de la gent: en els edificis públics. "congiaris" [sic, possiblement volia dir "congeries" (diversitat)], i similars. En totes aquestes coses, tenint respecte només als homes com a homes, i a l'equitat de les coses mateixes, i no a la glòria que podria seguir. | » |

### Anglaterra moderna

#### Hobbes
En el seu tractat Leviatan, el filòsof anglès Thomas Hobbes va criticar durament l'èmfasi de l'educació cívica contemporània en l'estudi de la democràcia atenesa i el republicanisme romà, dient que animava erròniament els subjectes monàrquics a frenar les accions dels seus monarques. Pensava que aquells ciutadans que van absorbir el valor de la democràcia a partir de les obres clàssiques probablement s'oposarien a la monarquia de la manera que els gossos rabiosos eviten l'aigua. Hobbes es sentia profundament incòmode amb l'educació cívica aristotèlica, que segons ell aconsellava el govern popular en comptes del domini monàrquic.

#### Bacon
El filòsof anglès Francis Bacon era conscient de la rellevància de l'educació cívica pel que va anomenar "mèrit civil". No obstant això, en el seu assaig The Advancement of Learning, Bacon també argumenta que l'educació cívica ha d'anar precedida per l'educació religiosa i moral, de manera que els qui jutgen la política no estaran sota la influència del relativisme moral.

## Crítica a l'educació cívica
Les escoles de Sudbury afirmen que els valors, la justícia social i la democràcia s'han d' aprendre a través de l'experiència com va dir Aristòtil: "Per a les coses que hem d'aprendre abans de poder-les fer, aprenem fent-les". Afirmen que per a això les escoles han de fomentar el comportament ètic i la responsabilitat personal. Per assolir aquests objectius, les escoles han de permetre als alumnes les tres grans llibertats —d'elecció, d'acció i de suportar els resultats de l'acció— que constitueixen la responsabilitat personal. La "racionalitat política més sòlida" de les escoles democràtiques és que ensenyen "les virtuts de la deliberació democràtica pel bé de la ciutadania futura". Aquest tipus d'educació s'al·ludeix sovint a la literatura de la democràcia deliberativa com el compliment dels canvis socials i institucionals necessaris i fonamentals necessaris per desenvolupar una democràcia que impliqui una participació intensa en la presa de decisions del grup, la negociació i la vida social de conseqüència.